# Дербентское сельское поселение
Дербентское сельское поселение — муниципальное образование в Тимашёвском районе Краснодарского края России.
В рамках административно-территориального устройства Краснодарского края ему соответствует Дербентский сельский округ.
Административный центр — хутор Танцура-Крамаренко.

## Население
| 2010  | 2012  | 2013  | 2014  | 2015  | 2016  | 2017  |
| ----- | ----- | ----- | ----- | ----- | ----- | ----- |
| 3061  | ↗3154 | ↗3287 | ↗3433 | ↗3491 | ↗3537 | ↗3538 |
| 2018  | 2019  | 2020  | 2021  | 2023  |       |       |
| ↘3496 | ↘3475 | ↘3456 | ↘3385 | ↘3382 |       |       |

## Населённые пункты
В состав сельского поселения (сельского округа) входят 6 населённых пунктов:
| № | Населённый пункт   | Тип населённого пункта | Население (чел.) |
| - | ------------------ | ---------------------- | ---------------- |
| 1 | Танцура-Крамаренко | хутор                  | ↘1403            |
| 2 | Дербентский        | хутор                  | ↗250             |
| 3 | Лютых              | хутор                  | ↘200             |
| 4 | Мирный             | хутор                  | ↘539             |
| 5 | Садовый            | хутор                  | ↘519             |
| 6 | Тополи             | хутор                  | ↗150             |